# Siège du parlement de Grenade
Pour les articles homonymes, voir Bâtiment du Parlement.
Le siège du parlement de Grenade est édifice situé à Saint-Georges abritant le Parlement de Grenade. Il a été construit pour remplacer la York House, l'ancien édifice du Parlement, détruit par l'ouragan Ivan en 2004,. Le nouveau bâtiment est situé sur le mont Wheldale, surplombant la ville de Saint-Georges et sa baie.

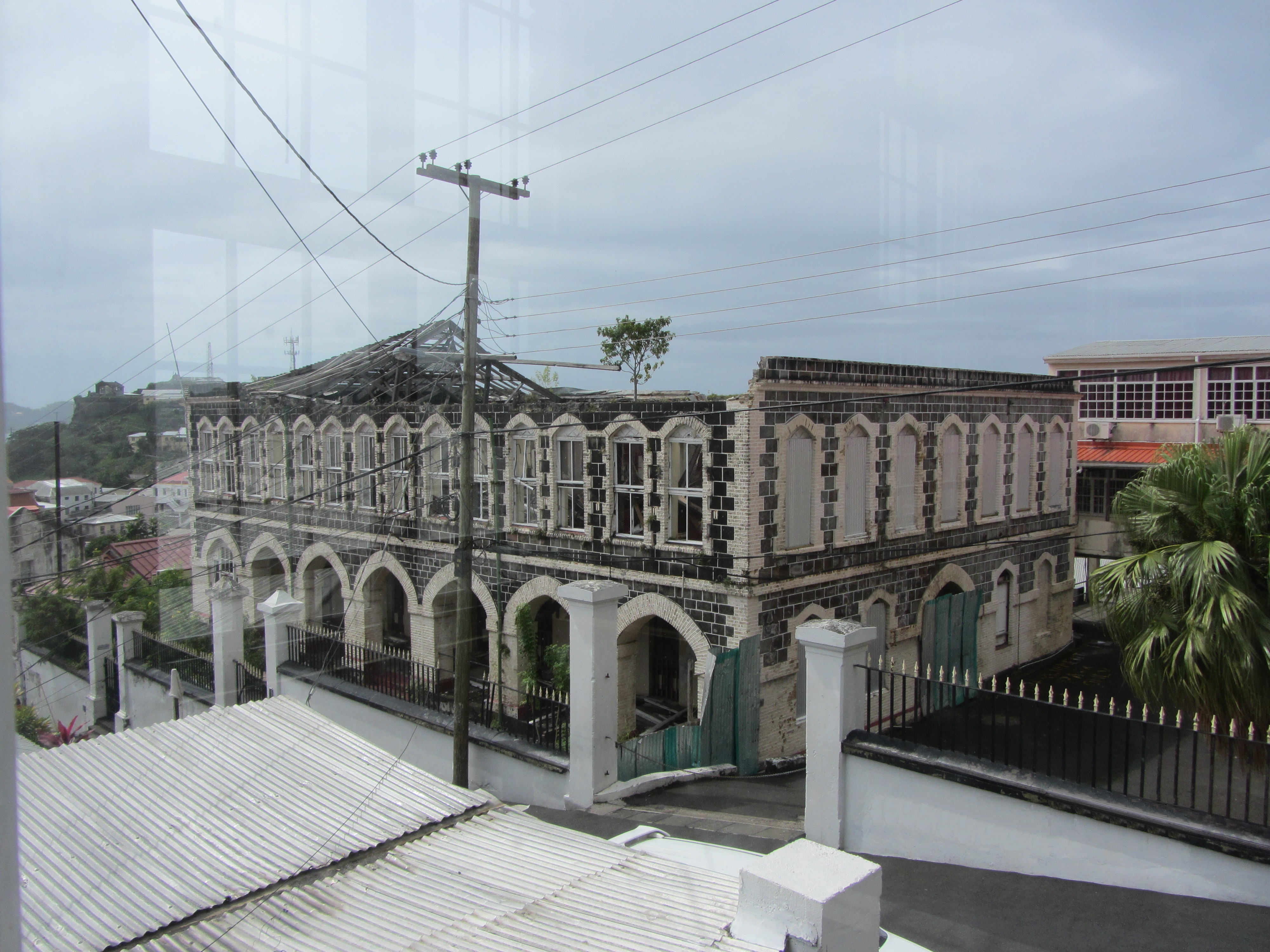
Ruines de la York House, ancien siège du parlement détruit par l'ouragan Ivan.

Le coût du nouveau bâtiment est de 12,2 millions de dollars américains, en partie financé par le Mexique et les Émirats arabes unis et est conçu par la société grenadienne COCOA Architecture. Le bâtiment est officiellement inauguré le 21 juin 2018.